# Vlado Kasalo
Vladimir „Vlado“ Kasalo (* 11. November 1962 in Lenđerovina) ist ein ehemaliger jugoslawischer und kroatischer Fußballspieler auf der Position eines Abwehrspielers.

## Leben und Karriere
Kasalo begann seine Karriere wahrscheinlich bei NK Osijek, bei dem er ab dem Jahre 1983 auch im Profibereich eingesetzt wurde, ehe er 1987 zu Dinamo Zagreb wechselte. Von dort kam der jugoslawische Nationalspieler 1989 mit der Empfehlung von zwei Spielen für eine Weltauswahl für eine Million DM Ablöse zum 1. FC Nürnberg. Von Präsident Gerd Schmelzer als „ganz dicke[r] Fisch“ angekündigt, kam er verletzungsbedingt in seinem ersten Jahr in der Bundesliga zu lediglich fünf Spieleinsätzen und verpasste die Weltmeisterschaft 1990. Bereits als Fehleinkauf abgestempelt erspielte er sich in der folgenden Spielzeit dennoch einen Stammplatz in der Defensive neben Ulf Metschies und Jörg Dittwar. 
Hatte sich die Mannschaft im Abstiegskampf durch mehrere Spiele ohne Gegentor nach der Winterpause von den Abstiegsrängen entfernt, bezwang Kasalo im Spiel gegen den VfB Stuttgart am 16. März 1991 Andreas Köpke per Eigentor zur 0:1-Niederlage. Als er auch im folgenden Spiel gegen den Karlsruher SC am 23. März 1991 mittels eines Eigentors zur 0:2-Niederlage beigetragen hatte, ermittelte die Polizei wegen Wettbetrugs gegen ihn und nahm ihn schließlich fest. Nachdem bekannt geworden war, dass er diverse Nürnberger Spielcasinos mehrfach aufgesucht hatte, beurlaubte der 1. FC Nürnberg den Spieler nach 22 Bundesligaspielen, in denen er ein Tor erzielt hatte, und der DFB entzog ihm die Spiellizenz. Zwar wurde er wegen Fahrens ohne Führerschein und illegalen Glücksspiels zu einer Gefängnisstrafe verurteilt; ob er seine Eigentore wirklich mit Absicht erzielt hatte, um die zwei Niederlagen herbeizuführen und somit Gewinne auf dem schwarzen Wettmarkt einzustreichen, konnte nicht geklärt werden.
Kasalo kehrte nach Verbüßen der Strafe nach Kroatien zurück und kämpfte im Kroatienkrieg bei der Verteidigung Zagrebs. Im Sommer 1992 holte ihn sein Landsmann Josip Kuže als Fußballspieler nach Deutschland zurück. Bis März 1994 war er noch für den Zweitligisten 1. FSV Mainz 05 aktiv. In 55 Zweitligaspielen lief er an der Seite von Steffen Herzberger, Michael Müller, Jürgen Klopp und Michael Schuhmacher auf und erzielte dabei fünf Tore. Anschließend kehrte er nach Zagreb zurück. Dort arbeitet er 2015 als Trainer und Scout.
Kasalo wurde nach seiner Karriere in Kroatien mehrmals wegen illegalen Waffen- und Drogenbesitzes verhaftet.